# Birmingham Challenger 2003
Il Birmingham Challenger 2003 è stato un torneo di tennis facente parte della categoria ATP Challenger Series nell'ambito dell'ATP Challenger Series 2003. Il torneo si è giocato a Birmingham negli Stati Uniti dal 5 all'11 maggio 2003 su campi in terra verde.

## Vincitori

### Singolare
Óscar Hernández ha battuto in finale  Alex Kim con il punteggio di 6–2, 6–1

### Doppio
Josh Goffi /  Travis Parrott hanno battuto in finale  Paul Goldstein /  Robert Kendrick con il punteggio di 6–4, 2–6, 6–2